# Barnets hjärna
Barnets hjärna (franska: Le Cerveau de l'enfant, italienska: Il cervello del bambino) är en målning från 1914 av den italienske konstnären Giorgio de Chirico (1888–1978). Den ägdes under många år av surrealismens förgrundsgestalt André Breton och inköptes 1964 av Moderna museet i Stockholm.
Chirico introducerade med sina drömlikt overkliga bilder på 1910-talet det metafysiska måleriet som banade väg för surrealismen. Den blundande mannen i Barnets hjärna har tolkats som Chiricos far som dog ung 1905. Det röda bandet mellan sidorna i boken blir en länk mellan betraktaren, som befinner sig i konstnärens position, och den döde fadern. Gardinen till vänster skär genom bildrummet, som för att markera avstånd och oförmåga till kontakt.